# Think Fast, Mr. Moto
Think Fast, Mr. Moto is een Amerikaanse film uit 1937 van Norman Foster, gebaseerd op de roman Your Turn, Mr. Moto van John P. Marquand. Het is de eerste film uit een achtdelige serie, met Peter Lorre als de Japanse geheimagent Mr. Kentaro Moto in de hoofdrol. Hiermee hoopte 20th Century Fox in te kunnen haken op het succes van de Charlie Chan-films.

## Plot
Mr. Moto is een groep diamantsmokkelaars op het spoor. Hij reist naar Shanghai om de bendeleider op te speuren en in te rekenen.

## Cast
| Acteur          | Personage         |
| --------------- | ----------------- |
| Peter Lorre     | Mr. Moto          |
| Thomas Beck     | Bob Hitchings Jr. |
| Virginia Field  | Gloria Danton     |
| Murray Kinnell  | Joseph B. Wilkie  |
| Sig Ruman       | Nicolas Marloff   |
| George Cooper   | Muggs Blake       |
| Lotus Long      | Lela Liu          |
| J. Carrol Naish | Adram             |